# Al-Qasas
Al-Qasas (língua árabe: سورة القصص) As Histórias é a vigésima oitava Sura do Alcorão com 88 ayats.